# معلومات مضللة عن فيروس كوفيد-19 في كندا
يتضمن هذا الجدول الزمني مدخلات حول انتشار المعلومات الخاطئة حول كوفيد-19 ونظريات المؤامرة المتعلقة بجائحة كوفيد-19 في كندا. يتضمن ذلك التحقيقات في أصل كوفيد-19، والوقاية والعلاج من كوفيد-19 الناجم عن فيروس SARS-CoV-2. ساهمت تطبيقات ومنصات الوسائط الاجتماعية، بما في ذلك فيسبوك وتيك-توك وتلغرام ويوتيوب، في انتشار المعلومات المضللة. ذكرت شبكة مكافحة الكراهية الكندية (CAHN) أن نظريات المؤامرة المتعلقة بكوفيد-19 بدأت منذ اليوم الأول. ذكرت CAHN في 16 مارس 2020، أن الجماعات اليمينية المتطرفة في كندا كانت تستفيد من مناخ القلق والخوف المحيط بكوفيد-19، لإعادة تدوير أشكال مختلفة من المؤامرات من التسعينيات، والتي شاركها الناس عبر الراديو على الموجات القصيرة. المعلومات المضللة حول فيروس كورونا المستجد (كوفيد -19) مقصودة وتسعى إلى خلق حالة من عدم اليقين والارتباك. ولكن يتم مشاركة معظم المعلومات المضللة عبر الإنترنت عن غير قصد من قبل المشاركين المتحمسين الناشطين سياسيًا.

## ملخص
سلط الاستفتاء على عضوية المملكة المتحدة في الاتحاد الأوروبي لعام 2016 والانتخابات الرئاسية الأمريكية لعام 2016، الضوء على الطريقة التي غيرت بها التقنيات الرقمية، مثل وسائل التواصل الاجتماعي ومنصات المدونات الصغيرة الطريقة التي يتناول بها الناس الأخبار ويستجيبون لها، إدخال فترة ما بعد الحقيقة.
وجد ستة باحثين كنديين أجروا دراسة حالة مفصلة على نطاق واسع لكندا استنادًا إلى مجموعة بيانات ضخمة لمستخدمي تويتر الكنديين، أن معظم المعلومات الخاطئة حول كوفيد-19 التي تشاركها حسابات تويتر الكندية، أعيد تغريدها من حسابات في الولايات المتحدة. ووجدوا أن المعلومات المضللة والمعلومات الخاطئة ونظريات المؤامرة، والتي تشمل المشورة الطبية من مصادر غير موثوقة، والادعاءات بأن شدة وانتشار كوفيد-19 قد جرى تضخيمها، لم يتوقف عند الحدود الوطنية. الكنديون الذين تصفحوا بشكل أكبر حسابات تويتر في الولايات المتحدة، كانوا أكثر عرضة لنشر معلومات خاطئة عن كوفيد-19 وتصورات خاطئة. المعلومات المضللة حول فيروس كورونا المستجد (كوفيد -19) مقصودة وتسعى إلى خلق حالة من عدم اليقين والارتباك. لكن معظم المعلومات المضللة تشارك عبر الإنترنت عن غير قصد من قبل المشاركين المتحمسين الذين ينشطون سياسيًا، فيما يسمى مفارقة المشاركة.
- نظريات المؤامرة المعاد تدويرها

كانت إحدى نظريات المؤامرة المبكرة هي أن كوفيد-19 كان خطة للأمم المتحدة للقضاء على نحو 90% من سكان العالم، وهو اختلاف في نظريات المؤامرة في جدول أعمال الأمم المتحدة 21 التي نشرتها جمعية جون بيرش، جلين بيك، تيد كروز في 2010. حذر بيك في برامج البث التلفزيوني والإذاعي الخاصة به من أن خطة الاستدامة الخاصة بأجندة 21 للأمم المتحدة لعام 1992 كانت مؤامرة مقنعة لخفض عدد سكان العالم بنسبة 85%، وتحركًا نحو سيطرة حكومية على مستوى عالمي.

## الأحداث السابقة

### 2016
- في عام 2016 بحلول عام 2020، ربطت نظريات المؤامرة الفوقية QAnon معًا ضد اللقاح، والمؤامرات المضادة للجيل الخامس، والاستعارات المعادية للسامية والمناهضة للمهاجرين، جنبًا إلى جنب مع النظريات الغريبة فيما يتعلق بالنخب العالمية الساعية للهيمنة على العالم، والمرتبطة بالشيطان وطقوس التضحية بالأطفال. أوضح 3 مؤلفون مشاركون لكتاب حقيقة قبيحة: داخل معركة فيسبوك من أجل الهيمنة، سيسيليا كانغ وشيرا فرينكل، في مقال نشرته صحيفة نيويورك تايمز كيف تم تكييف نظرية مؤامرة بيتزاغيت Pizzagate 2016 الفيروسية لتصبح إحدى ركائز QAnon.[8] كانت نظرية مؤامرة بيتزاغيت، التي انتشرت في الفترة التي سبقت الانتخابات الرئاسية الأمريكية في نوفمبر 2016 لتشويه سمعة هيلاري كلينتون والنخب الديمقراطية، السلف الرئيسي لنظرية مؤامرة QAnon لعام 2020 عن النخب العالمية التي تدير حلقة للاتجار بالأطفال. جرى الترويج لإعادة ظهور نظرية بيتزاغيت في عام 2020 بشكل أساسي من قبل اليمين المتطرف. وصف كانغ وفرينكل كيف فسر مستخدمو تيك توك المراهقون، الذين كانوا مهتمين عادةً بحركات viral dance move أو ما يعرف بالرقص الفيروسي و Black Lives Matter، مقطعًا قصيرًا لنجم البوب جاستن بيبر على أنه رسالة مشفرة أو رمز مخفي في الفيلم الوثائقي (آوت) في أبريل 2020، الظلال التي روجت لنظرية مؤامرة بيتزاغيت عندما اقترب بيبر، الذي لديه 130 مليون متابع، من الكاميرا أثناء تعديل قبعة صغيرة سوداء، رأى بعض معجبيه في ذلك إشارة على أنه كان ضحية للاتجار بالأطفال. شهدت عمليات البحث على غوغل وفيسبوك وإنستغرام ارتفاعًا حادًا في استخدام هاشتاغ بيتزاغيت.[9]

### 2017
- 21 مارس:
  - قال ستيفن داونز، الباحث في المجلس القومي للبحوث التابع لمركز أبحاث التقنيات الرقمية الكندي منذ عام 2003،[10] إنه لا يرى أملًا كبيرًا في وقف انتشار المعلومات المضللة والأخبار المزيفة والبرامج الضارة وغيرها بسبب الدور الذي لعب من قبل الجهات الفاعلة الرئيسية، بما في ذلك الحكومات.
  - ذكرت وقائع الأكاديمية الوطنية للعلوم (PNAS) نتائج دراستهم حول كيفية استهلاك مستخدمي فيسبوك للأخبار. خلصت الدراسة، التي حللت تفاعل 376 مليون مستخدم على فيسبوك من حيث استهلاك الأخبار، إلى أن الطريقة التي تستهلك بها الأخبار وتشكيل الآراء قد تغيرت جذريًا بسبب وسائل التواصل الاجتماعي ومنصات المدونات الصغيرة. خلص باحثو الأكاديمية الوطنية للعلوم إلى أن المستخدمين بحثوا عن قصص تتناسب مع أنظمة معتقداتهم ما جعلهم أكثر عرضة لقبول المعلومات المضللة.
- 19 تشرين الأول (أكتوبر): سلط مقال نُشر في مركز بيو للأبحاث عام 2017 بواسطة المنتدى الاقتصادي العالمي، نقلًا عن استفتاء عضوية المملكة المتحدة في الاتحاد الأوروبي لعام 2016 والانتخابات الرئاسية الأمريكية لعام 2016، الضوء على كيفية تغير الأخبار بسبب التقنيات الرقمية. نحن نعيش في فترة ما بعد الحقيقة - قواميس أكسفورد 2016 كلمة العام. يتجمع الناس في غرف الصدى مع الآخرين الذين يشاركونهم معتقداتهم بينما يحذفون من لديهم آراء متعارضة، وفقًا لأستاذ علوم المعلومات / نظم المعلومات المتقاعد في معهد نيو جيرسي للتكنولوجيا (NJIT)، ستار روكسان هيلتز، وهو رئيس تحرير ذا نيتوورك نيشن: يشاركون شائعات وأخبار كاذبة تتوافق مع معتقداتهم.[11]
- 28 تشرين الأول (أكتوبر): في موقع 4chan، نشر أحد المستخدمين نفسه باسم Q، السلسلة الأولى من الرسائل المشفرة، قائلًا إنهم كانوا يعملون سرًا لدعم كفاح الرئيس ترامب السري لجلب النخبة العالمية، وفاعلين الدولة العميقة إلى العدالة، والتي تشمل أي شخص يعمل ضده: 3 بحلول يوليو / تموز 2020، كان هناك 4000 Qdrops قد صنعوا، وفقًا لورقة إحاطة صادرة عن معهد الحوار الاستراتيجي (ISD) 3. في 1 أغسطس 2019، حذر مكتب التحقيقات الفدرالي من أن قنون كان تهديدًا إرهابيًا داخليًا. وصفت ISD نظريات كيو آنون المؤامرة الفوقية بأنها مروعة. بحلول عام 2020، كانت نظرية كيو آنون قد ربطت مؤامرات ضد اللقاح، ومناهضة الجيل الخامس، واستعارات معادية للسامية ومعادية للمهاجرين إلى جانب نظريات غريبة فيما يتعلق بالنخب العالمية التي تسعى للهيمنة على العالم، المرتبطة بالشيطان وطقوس التضحية بالأطفال.